# Nordcalifornien
Nordcalifornien er en region i den nordlige del af den nordamerikanske stat Californien. Regionen indeholder San Francisco, Northern California Coast og Golden Gate-broen.
38°16′53″N 120°54′18″V / 38.2813°N 120.905°V